# Flohkrebse
Die Flohkrebse (Amphipoda) sind eine Ordnung der Krebstiere, die zur Klasse der Höheren Krebse (Malacostraca) gehört. Die Ordnung ist in vier Unterordnungen unterteilt. Die kleinen Krebstierchen sind in allen Weltmeeren sowie in Süßgewässern heimisch.

## Beschreibung

### Körperbau

Idealisierter Bauplan der Amphipoden

Der Körper der Flohkrebse ist im Gegensatz zu den nahe verwandten Asseln (Isopoda) seitlich abgeplattet. Er ist in drei Körperabschnitte, die Tagmata, gegliedert. Das erste Tagma stellt der Cephalothorax dar, das Kopf-Brust-Stück, welches eine Verschmelzung des Kopfes (Caput, Cephalon) mit dem ersten Thorakalsegment (1. Thoracomer) darstellt. Das zweite Tagma wird Paereon oder auch Mesosoma genannt und besteht aus weiteren sieben Thoracomeren, an ihnen sitzen die sieben Brustbeinpaare (Thorakopoden, Peraeopoden), wovon die fünf hinteren Paare als Laufbeine ausgebildet sind. Die beiden vorderen Peraeopoden sind als Greifwerkzeuge (Gnathopoden) ausgebildet. Der letzte Körperabschnitt ist das aus sechs Segmenten bestehende Pleon; die an ihm sitzenden Beine dienen als Schwimmbeine (Pleopoden).
Der Name Amphipoda geht auf die gegensätzliche Stellung der Brustbeine (Peraepoden) zurück, von denen die vorderen vier Paar nach vorne und die hinteren drei Paar nach hinten abgewinkelt sind.
Die Kiemen sind bei Krebstieren Teile der Extremitäten: Krebse besitzen sogenannte Spaltfüße, von denen (sehr vereinfacht ausgedrückt) der innere Ast (Endopodit) z. B. als Laufbein fungieren kann, Teile des äußeren (Exopodit) z. B. als Atmungsorgan (Kieme) dienen kann. Bei Flohkrebsen sind die Kiemen nach innen verlagert und ragen in eine Art von Kanal, der von den Lauf- und Schwimmbeinen gebildet wird. Durch deren Bewegung entsteht der Innenseite der Beinpaare entlang von vorne nach hinten ein ständiger Wasserstrom, der die Kiemen mit frischem Wasser versorgt.
Die Färbung der Flohkrebse ist meist hell und reicht von rötlich-rosa über gelblich bis grün und blau.

### Größe
Flohkrebse weisen in der Regel Körpergrößen von einigen Millimetern bis zu wenigen (meist unter zwei) Zentimetern auf. Eine Ausnahme stellen die beiden Tiefseearten Alicella gigantea und Thaumatops loveni dar, die bis zu 28 Zentimeter lang werden können. Exemplare davon wurden im über 10 Kilometer tiefen Kermadecgraben vor der Küste Neuseelands bei einer Forschungsexpedition 2012 gefunden.

### Fortpflanzung
Alle Flohkrebse sind getrenntgeschlechtlich. Die Männchen sind mit vergrößerten Gnathopoden ausgestattet, mit denen das kleinere Weibchen während der Praecopula einige Tage umhergetragen wird. Nach der Parturialhäutung dreht das Männchen das Weibchen mit der Bauchseite nach oben und leitet mit seinen Pleopoden Sperma in dessen Marsupium, wo die Eier befruchtet werden.
Die Anzahl der Eier in einem Gelege variiert von 1 bis 250. Es gibt kein Mancastadium, die fertigen kleinen Flohkrebse schlüpfen nach 2 bis 59 Tagen direkt aus den ausgebrüteten Eiern. Jungtiere können noch 2 bis 35 Tage im Brutbeutel verbleiben. Nach sechs bis neun Häutungen in einem Zeitraum von ein bis vier Monaten sind sie geschlechtsreif.

## Anzahl der Arten und ihre Verbreitung
Es sind derzeit über 9500 Arten beschrieben, das entspricht nur etwa einem Viertel der bis zu 40.000 weltweit vermuteten Arten. Von modernen Forschungsschiffen aus kann nun auch der Meeresgrund in arktischen und antarktischen Gewässern und in der Tiefsee untersucht werden. Dabei stellte sich heraus, dass die Amphipoden in allen diesen Lebensräumen nicht nur durch eine große Artenvielfalt, sondern meist auch durch eine große Individuenanzahl gekennzeichnet sind und daher ein wichtiges Glied der Nahrungskette bilden. Sie dienen zum einen als Nahrungsquelle für viele Fische, Wirbellose, Pinguine, Küstenvögel, kleine Waltiere und Robben, zum anderen sind Flohkrebse auch wichtige Aasfresser.
Die meisten Süßwasserarten gehören zur Unterordnung der Senticaudata, darunter der in Mitteleuropa heimische Bachflohkrebs (Gammarus fossarum) oder der aus dem Donaudelta eingewanderte Große Höckerflohkrebs (Dikerogammarus villosus). Bekannt ist der Artenschwarm des Baikalsees: ungefähr 300 nah verwandte Flohkrebse, die dort verschiedene Lebensräume besiedeln.
Die meisten Flohkrebse leben im Meer, beispielsweise Hyperia macrocephala (aus der Unterordnung der Hyperiidea) im Plankton oder Jassa falcata (aus der Teilordnung Corophiida der Unterordnung Senticaudata) an Schiffsrümpfen. Ihre Verbreitung ist weltweit, in den arktischen und antarktischen Gewässern ist die Artenvielfalt im Allgemeinen größer als am Äquator. Auch aus der Tiefsee werden immer wieder Entdeckungen neuer Arten der Flohkrebse bekannt. Einige, vor allem tropische, Flohkrebse leben in feuchtem Falllaub. An Sandstränden lebende Flohkrebse werden als „Sandhüpfer“ oder „Strandflöhe“ bezeichnet. In Florida kommen die Arten Talitrus specificus und Talitroides allaudi vor. Auch Talitrus sylvaticus (dieser erreicht eine Länge von 8 mm) ist eine in den USA weit verbreitete Art.

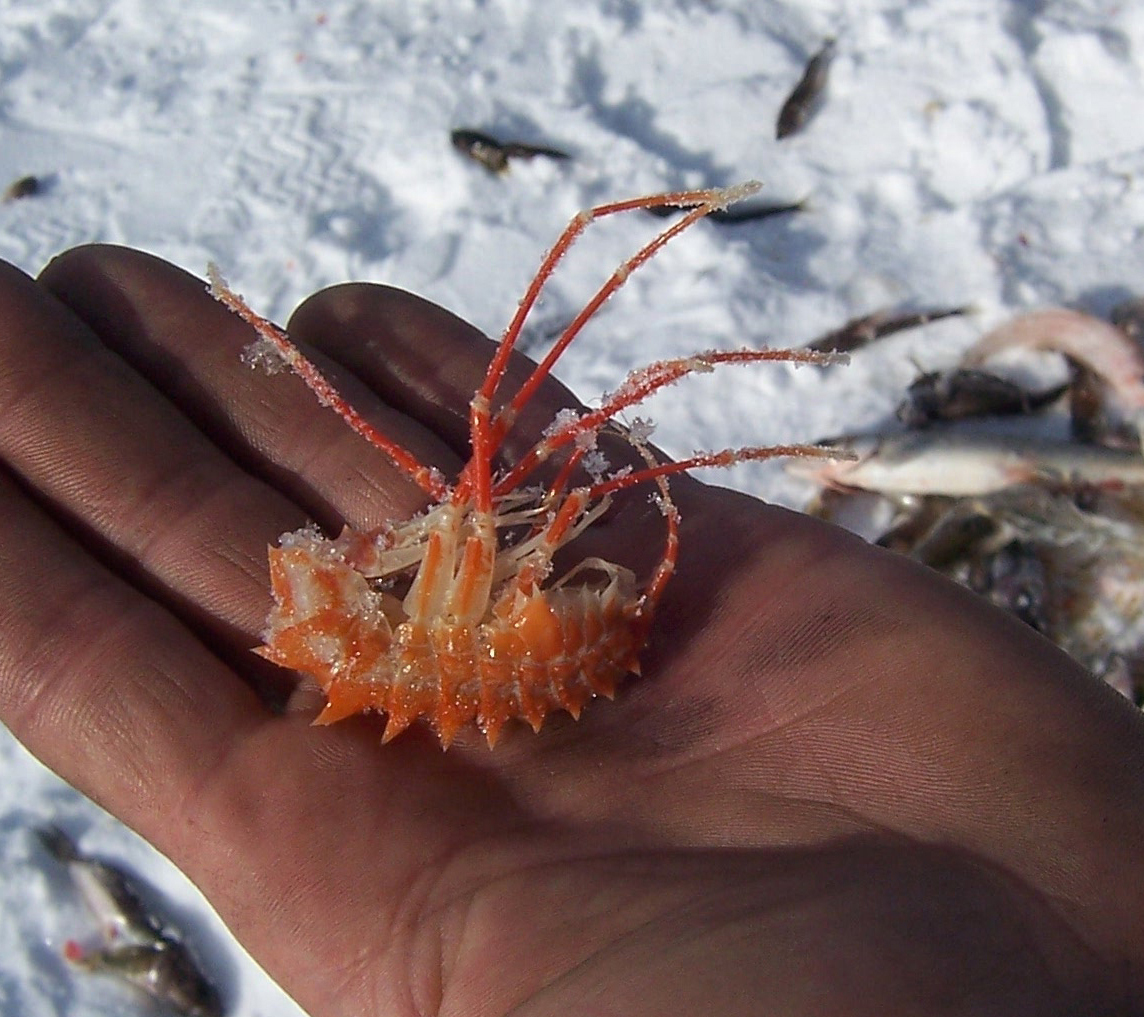
Flohkrebs aus dem Baikalsee

Gammaracanthuskytodermogammarus loricatobaicalensis ist der bislang längste vorgeschlagene Name für ein Lebewesen. Er wurde im Jahr 1927 durch B. Dybowski an einen kleinen Flohkrebs aus dem Baikalsee vergeben, jedoch nach dem International Code of Zoological Nomenclature für ungültig erklärt.
Fossil sind nur wenige Flohkrebse bekannt, die älteste Gattung Paleogammarus, welche starke Ähnlichkeiten zu Crangonyx aufweist, wurde in baltischem Bernstein aus dem frühen Eozän (55,8 bis 48,6 Millionen Jahre alt) entdeckt. Die phylogenetisch ursprünglichsten Formen leben im Pazifischen Ozean, die am meisten abgeleiteten in der Karibik.

## Unterordnungen

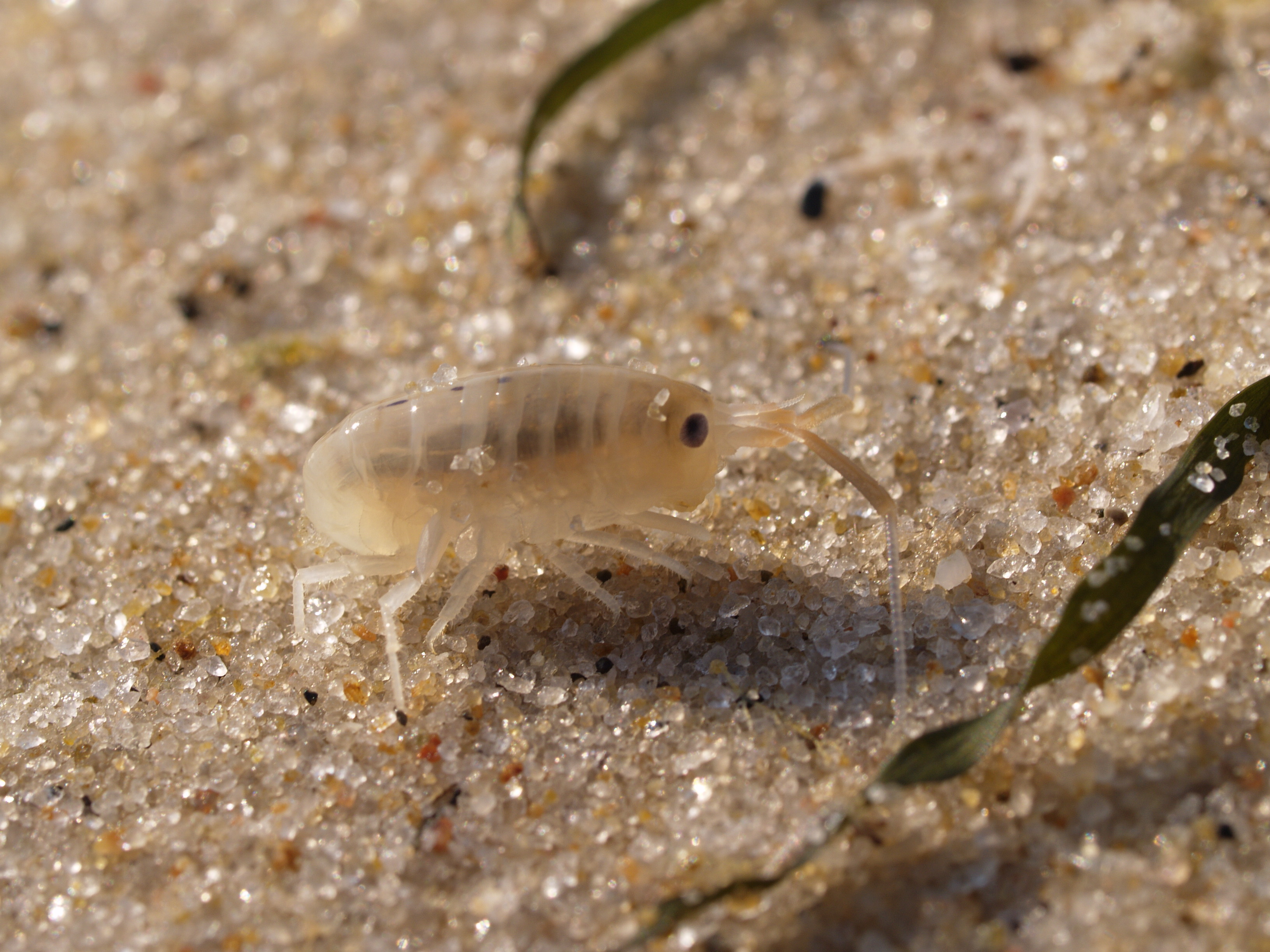
Strandfloh (Talitrus saltator)

- Gammaridea (rund 4000 Arten)[4]
- Hyperiidea (rund 300 Arten)
- Ingolfiellidea (rund 40 Arten)
- Senticaudata[6] (rund 5000 Arten) inklusive der früheren Unterordnungen
  - Corophiidea und
  - Caprellidea

## Arten (Auswahl)

### Arten in mitteleuropäischen Süßgewässern
- Familie Corophiidae
  - Apocorophium lacustre
  - Süßwasser-Röhrenkrebs (Chelicorophium curvispinum)
  - Chelicorophium robustum
  - Corophium multisetosum
- Familie Crangonyctidae
  - Crangonyx pseudogracilis
  - Crangonyx subterraneus
  - Synurella ambulans
- Familie Gammaridae
  - Zweidorn-Höckerflohkrebs (Dikerogammarus bispinosus)
  - Dikerogammarus haemobaphes
  - Großer Höckerflohkrebs (Dikerogammarus villosus)
  - Echinogammarus berilloni
  - Echinogammarus ischnus
  - Echinogammarus trichiatus
  - Bachflohkrebs (Gammarus fossarum)
  - Seeflohkrebs (Gammarus lacustris)
  - Gewöhnlicher Flohkrebs (Gammarus pulex)
  - Flussflohkrebs (Gammarus roeselii)
  - Gammarus tigrinus
  - Gammarus varsoviensis
- Familie Hyalellidae
  - Mexikanischer Flohkrebs (Hyalella azteca) (bisher nur in Gartenteichen gefunden wegen der Verwendung als Fischfutter)
- Familie Niphargidae (ausschließlich Arten des Grundwassers)
  - Microniphargus leruthi
  - Niphargellus arndtii
  - Niphargellus nolli
  - Niphargopsis casparyi
  - Niphargus aquilex
  - Niphargus bajuvaricus
  - Niphargus fontanus
  - Niphargus foreli
  - Niphargus inopinatus
  - Niphargus kieferi
  - Niphargus kochianus
  - Niphargus laisi
  - Niphargus puteanus
  - Niphargus rhenorhodanensis
  - Niphargus schellenbergi
  - Niphargus tatrensis
  - Niphargus thienemanni
  - Niphargus vejdovskyi
  - Niphargus virei
- Familie Pallaseidae
  - Pallaseopsis quadrispinosa
- Familie Pontogammaridae
  - Obesogammarus crassus
  - Obesogammarus obesus
  - Pontogammarus robustoides
- Familie Talitridae
  - Arcitalitrus sylvaticus (eingeschleppt in Gewächshäuser)
  - Cryptorchestia garbinii
  - Orchestia cavimara
  - Talitroides alluaudi (eingeschleppt in Gewächshäuser)

Einzelnachweise:

### Arten der Nord- und Ostsee inkl. Küsten und angrenzender Brackwassergebiete
- Unterordnung Caprellidea 
  - Familie Caprellidae (Gespenstkrebse)
    - Aeginina longicornis
    - Caprella linearis
    - Caprella mutica
    - Caprella penantis
    - Caprella septentrionalis
    - Caprella tuberculata
    - Pariambus typicus
    - Phtisica marina Slabber, 1769
    - Pseudoprotella phasma
- Unterordnung Hyperiidea 
  - Familie Hyperiidae
    - Quallenflohkrebs (Hyperia galba)
    - Hyperoche medusarum
    - Themisto abyssorum
- Unterordnung Gammaridea
  - Familie Acidostomatidae
    - Acidostoma obesum

  - Familie Ampeliscidae
    - Byblis gaimardii
    - Ampelisca brevicornis
    - Ampelisca diadema
    - Ampelisca macrocephala
    - Ampelisca spinipes
    - Ampelisca tenuicornis
    - Ampelisca typicus

  - Familie Amphilochidae
    - Gitana sarsi
    - Amphilochus brunneus
    - Amphilochus neapolitanus
    - Amphilochoides boecki
    - Paramphilochoides odontonyx

  - Familie Ampithoidae
    - Ampithoe gammaroides
    - Ampithoe rubricata

  - Familie Aoridae
    - Aora gracilis
    - Aora typica
    - Autonoe longipes
    - Lembos websteri
    - Leptocheirus pilosus
    - Microdeutopus anomalus
    - Microdeutopus gryllotalpa

  - Familie Argissidae
    - Argissa hamatipes

  - Familie Atylidae
    - Nototropis falcatus
    - Atylus guttatus
    - Atylus swammerdami
    - Atylus vedlomensis

  - Familie Bathyporeiidae
    - Bathyporeia elegans
    - Bathyporeia gracilis
    - Bathyporeia guilliamsoniana
    - Bathyporeia nana
    - Bathyporeia pelagica
    - Bathyporeia pilosa
    - Bathyporeia sarsi
    - Bathyporeia tenuipes

  - Familie Calliopiidae
    - Calliopius laeviusculus
    - Apherusa bispinosa
    - Apherusa clevei
    - Apherusa jurrinei
    - Apherusa ovalipes

  - Familie Cheirocratidae
    - Cheirocratus assimilis
    - Cheirocratus intermedius
    - Cheirocratus sundevallii

  - Familie Cheluridae
    - Chelura terebrans

  - Familie Chorophiidae
    - Apocorophium lacustre
    - Corophium arenarium
    - Corophium multisetosum
    - Schlickkrebs (Corophium volutator)
    - Crassicorophium bonellii
    - Crassicorophium crassicorne
    - Medicorophium affine
    - Monocorophium acherusicum
    - Monocorophium insidiosum
    - Monocorophium sextonae

  - Familie Cressidae
    - Cressia dubia

  - Familie Dexaminidae
    - Dexamine spinosa
    - Dexamine thea

  - Familie Dulichiidae
    - Dulichia falcata
    - Dyopedos monacanthus
    - Dyopedos porrectus

  - Familie Eriopisidae
    - Eriopisa elongata

  - Familie Gammarellidae
    - Gammarellus angulosus
    - Gammarellus homari

  - Familie Gammaridae
    - Echinogammarus marinus
    - Echinogammarus stoerensis
    - Gammarus chevreuxi
    - Gammarus crinicornis
    - Gammarus duebeni
    - Gammarus finmarchicus
    - Gammarus inaequicauda
    - Gammarus locusta
    - Gammarus oceanicus
    - Gammarus salinus
    - Gammarus tigrinus
    - Gammarus zaddachi

  - Familie Haustoriidae
    - Haustorius arenarius (Slabber, 1769)

  - Familie Hyalidae
    - Apohyale prevostii

  - Familie Iphimediidae
    - Iphimedia obesa

  - Familie Isaeidae
    - Protomedeia fasciata

  - Familie Ischyroceridae
    - Centraloecetes kroyeranus
    - Ericthonius difformis
    - Ericthonius punctatus
    - Ischyrocerus anguipes
    - Jassa falcata
    - Jassa herdmani
    - Jassa marmorata
    - Jassa pusilla
    - Parajassa pelagica

  - Familie Leucothoidae
    - Leucothoe incisa

  - Familie Lysianassidae
    - Hippomedon denticulatus
    - Lepidepecreum longicornis
    - Orchomene crenata
    - Orchomene pinguis
    - Orchomenella minuta
    - Orchomenella nana
    - Tryphosella sarsi
    - Tryphosites longipes

  - Familie Maeridae
    - Elasmopus rapax
    - Othomera othonis

  - Familie Megaluropidae
    - Megaluropus agilis

  - Familie Melitidae
    - Abludomelita obtusata
    - Megamoera dentata
    - Melita palmata

  - Familie Microprotopidae
    - Microprotopus longimanus
    - Microprotopus maculatus

  - Familie Nuuanuidae
    - Gammarella fucicola

  - Familie Oedicerotidae
    - Deflexilodes subnudus
    - Kroyera carinatus
    - Perioculodes longimanus
    - Pontocrates altamarinus
    - Pontocrates arenarius
    - Synchelidium haplocheles
    - Synchelidium maculatum
    - Westwoodilla caecula

  - Familie Photidae
    - Gammaropsis maculata
    - Gammaropsis melanops
    - Gammaropsis nitida
    - Megamphotus cornutus
    - Photis longicaudata
    - Photis reinhardi

  - Familie Phoxocephalidae
    - Harpinia antennaria
    - Harpinia crenulata
    - Harpinia laevis
    - Harpinia pectinata
    - Phoxocephalus holbolli

  - Familie Pleustidae
    - Parapleustes assimilis
    - Parapleustes bicuspis

  - Familie Pontoporeiidae
    - Monoporeia affinis
    - Pontoporeia femorata

  - Familie Scopelocheiridae
    - Scopelocheirus hopei

  - Familie Stenothoidae
    - Hardametopa nasuta
    - Metopa alderi
    - Metopa borealis
    - Metopa bruzelii
    - Metopa pusilla
    - Metopa rubrovittata
    - Stenothoe marina
    - Stenothoe monoculoides

  - Familie Talitridae
    - Cryptorchestia garbinii
    - Deshayesorchestia deshayesii
    - Orchestia gammarellus
    - Orchestia mediterranea
    - Platorchestia platensis
    - Strandfloh (Talitrus saltator)

  - Familie Unciolidae
    - Unciola planipes

  - Familie Urothoidae
    - Urothoe elegans
    - Urothoe poseidonis

Einzelnachweis:

### Arten der marinen Lebensräume oder Küsten außerhalb Deutschlands
- Epimeria frankei
- Epimeria parasitica
- Epimeria quasimodo
- Epimeria robusta
- Roter Ritter (Epimeria rubrieques)
- Epimeria tuberculata
- Eurythenes plasticus
- Liropus minusculus
- Papuadocus blodiwai
- Themisto gaudichaudii

## Flohkrebse und der Mensch
Im August 2017 wurde ein Jugendlicher im kalten Ozeanwasser bei Melbourne zunächst unbemerkt von einer Vielzahl Flohkrebsen einer aasfressenden Art angefallen und trug großflächige Blutungen an Beinen und Füßen davon. Die üblicherweise aasfressenden Flohkrebse wurden eventuell bei einem Mahl gestört und gingen vom Aas auf das Bein über. Die Blutungen sind möglicherweise darauf zurückzuführen, dass die Art ähnlich wie Blutegel Stoffe freisetzt, die die Blutgerinnung stoppen. Natürlicherweise handelt es sich bei Flohkrebsen dieser Spezies um Aasfresser, die im ökologischen System tote organische Reste verwerten,  Bisse dieser Art sind ansonsten nicht üblich.